# Érard Corbin de Mangoux
Érard Corbin de Mangoux, né le 6 janvier 1953 à Tübingen (Allemagne), est un haut fonctionnaire français.
Il a notamment été préfet des Yvelines et directeur général de la direction générale de la Sécurité extérieure (DGSE).

## Biographie

### Formation
Érard Corbin de Mangoux est issu d'une famille de l'ancienne bourgeoisie française. Il a fait ses études à l'Institut d'études politiques de Paris et est diplômé d’études supérieures de sciences économiques.

### 1977 à 2008
De 1977 à 1988, il est commissaire puis commissaire principal de la Marine. En 1988, il est nommé sous-préfet. De 1988 à 1990, il est directeur de cabinet du préfet de la Manche. 
En 1990, il devient directeur de cabinet du préfet de l’Isère. De 1990 à 1992, il est chargé de mission auprès du préfet de la Savoie en vue de la préparation des Jeux olympiques d'hiver de 1992. De 1991 à 1993, il est secrétaire général adjoint de la préfecture de l'Isère. De 1993 à 1995, il est secrétaire général de la préfecture du Lot. De 1995 à 1998, il est administrateur civil, chef de bureau de l’organisation et du fonctionnement des préfectures au ministère de l'Intérieur. En 1998-1999, il est adjoint au sous-directeur de l’administration territoriale au ministère de l'Intérieur. 
De 1999 à 2004, il est sous-directeur de l’administration générale et des finances à la direction de l'administration de la police nationale. 
De 2004 à 2006, il est sous-préfet, secrétaire général de la préfecture des Yvelines avant d'être remplacé par Michel Jau. En 2006-2007, il est directeur général des services du département des Hauts-de-Seine. En 2007-2008, il est conseiller à la présidence de la République. 
En 2008, il est titularisé préfet. 

### 2008 à 2015
D'octobre 2008 jusqu'en avril 2013, il est directeur de la DGSE.
Le 10 avril 2013, il est nommé préfet des Yvelines et il est remplacé à son poste de directeur de la DGSE par Bernard Bajolet. Dans cette nouvelle fonction, chargé de faire respecter la loi sur la liberté de culte, il défend la vente d'un terrain pour la construction d'une mosquée, contre Cyril Nauth, maire Front national de Mantes-la-Ville.
Lors du Conseil des ministres du 22 juillet 2015 il est nommé conseiller maître en service extraordinaire à la Cour des comptes.

## Décorations
- Chevalier de la Légion d'honneur (décret du 31 décembre 2003) [réf. souhaitée]
- Officier de l'ordre national du Mérite (décret du 14 mai 2010)
- Officier de l'ordre des Palmes académiques
- Médaille de la Défense nationale, échelon bronze